# Вампаноаги
Вампано́аги (англ. Wampanoag, вимовляється [wɑːmpəˈnoʊ.æɡ], самоназва массачусетською мовою Wôpanâak) — індіанський народ (конфедерація споріднених мовою племен).

## Походження назви
Етнонім вампаноаги (Wapanoos), вперше зустрічається на карті голландського мореплавця Адрієна Блока 1614 року що алгонкінською говіркою імовірно має значення «східні», або «люди низини».

## Історія
З джерел відомо, що ще в 1600 році вампаноаги проживали на південному сході нинішніх штатів Массачусетс та Род-Айленд, а також на території, що оточувала сучасні Мартас-Він'ярд, Нантакет та острови Елізабет. Їх чисельність становила близько 12 000 чол. У 1615—1618 роках чисельність вампаноагів істотно скоротилася через епідемію занесену білими колоністами віспи.
У 1620 році верховний вождь конфедерації вампаноагів Массасойт уклав союз з англійськими пилігримами, які прибули до узбережжя Массачусетсу на борту «Мейфлауеру».
У 1675—1676 роках вампаноаги під проводом вождя Метакомета, який отримав прізвисько Короля Філіпа, підняли одне з найбільших в історії корінного населення США національно-визвольне повстання, назване «війною Короля Філіпа». Повстання Метакомета, до воїнів якого приєдналися абенаки, могікани, наррагансетти та ін., викликане не тільки витісненням індіанців з їхніх земель, але і насильницькою християнізацією, відрізнялося небувалим розмахом і жорстокістю, зокрема, індіанцями убитий був кожен п'ятий білий поселенець. Після загибелі Метакомета, його сім'я й багато полонених вампаноагів були продані в рабство у Вест-Індію.
До початку XXI ст. чисельність вампаноагів становить близько 2000 осіб. Раніше вони говорили массачусетською мовою алгонкінської сім'ї, в наш час повністю перейшли на англійську мову.

## Групи та місця проживання Вампаноагів
| Група                | Місця проживання                           |
| -------------------- | ------------------------------------------ |
| Гей-геад або Аквінна | захід Мартас-Віньярд                       |
| Чаппаквіддік         | Острів Чаппаквіддік                        |
| Нантакет             | Острів Нантакет                            |
| Нузет                | Кейп-Код                                   |
| Машпі                | Кейп-Код                                   |
| Патуксет             | східний Массачусетс, на затоці Плімут      |
| Поканокет            | східний Массачусетс та Іст-Бей, Род-Айленд |
| Покассет             | північ Фолл-Ривер, штат Массачусетс        |
| Герінг-Понд          | Плімут і Кейп-Код                          |
| Ассонет              | Фрітаун                                    |

## Відомі представники
- Массасойт (буквально «великий», справжнє ім'я невідоме) — вождь, вперше зустрів батьків-пілігримів;
- Вамсутта — його старший син, відомий серед англійців як Король Олександр, який помер при загадкових обставинах після відвідин англійської колоніальної адміністрації в Плімуті;
- Метаком або Метакомет («король Філіп») — другий син Массасойта, розв'язав проти білих поселенців війну, відому як війна Короля Філіпа в помсту за смерть свого брата від рук англійців;
- Уїтаму з племені покассетів — жінка-вождь, яка підтримала повстання Метакома і потонула під час переправи через річку Тонтон при втечі від англійців;
- Авашонкс з племені саконнетів — жінка-вождь, спочатку воювала за англійців, але потім перейшла на сторону їх противників;
- Аннаван — військовий ватажок;
- Тісквонтум, відомий під спотвореним ім'ям Сквонто — індіанець, який навчив батьків-пілігримів вирощувати місцеві сільськогосподарські культури.
- Доркас Гонорабль — остання корінна жителька острова Нантакет та остання носійка массачусетської мови.